# Jan Václav Mrkvička

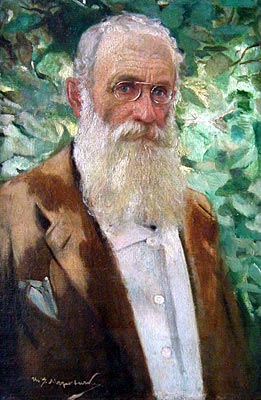
Jan Václav Mrkvička, Selbstporträt, 1926

Jan Václav Mrkvička, auch Iwan Markwitschka, bulgarisch Иван Мърквичка, (* 21. April 1856 in Widim, Österreich-Ungarn; † 16. Mai 1938 in Prag) war ein tschechisch-bulgarischer Maler.

## Leben
Nach einem Studium in Prag und München ging Mrkvička im Jahr 1881 nach Bulgarien. Dort wurde er zum Begründer der Malschule in Sofia und war von 1896 bis 1909 ihr erster Direktor. Von 1895 bis 1899 redigierte er gemeinsam mit A. Mitow die Zeitschrift Iskustwo. Er war korrespondierendes Mitglied der Bulgarischen Akademie der Wissenschaften.
In seinem Wirken als Maler schuf Mrkvička Landschaftsbilder, Porträts bekannter Personen und Gemälde mit historischen Themen. insbesondere stellte er auch Szenen des bulgarischen Alltags dar. Im Jahr 1894 illustrierte er den Roman Unter dem Joch von Iwan Wasow. Außerdem malte er für die Alexander-Newski-Kathedrale in Sofia Ikonen und Wandbilder. 1900 gehörte er auch zu den Schöpfern des Wappens von Sofia und später des Wappens Bulgariens.

## Werke (Auswahl)
- Rytscheniza, 1894
- Allerseelen, um 1895
- Ein Lämmchen für den Georgstag, um 1900